# Kicia i piesek
Kicia i piesek (ang. Kit & Pup) – brytyjski serial animowany, w Polsce emitowany na kanale CBeebies.

## Fabuła
Kicia i piesek to dwoje przyjaciół. Towarzyszą oni dzieciom w codziennych czynnościach oraz eksperymentach, dzięki którym młodzi widzowie zrozumieją pojęcia: pusty – pełny, w środku – na zewnątrz itp.

## Obsada
- Marc Silk – Kicia i Piesek[2]

## Wersja polska
Wersja polska: Studio Sonica
Reżyseria: Miriam Aleksandrowicz
Dźwięk i montaż: Karol Piwowarski
Dialogi polskie: Anna Brzozowska
Kierownictwo produkcji: Helena Siemińska
Wystąpili:
- Zofia Modej – narratorka
- Karol Kwiatkowski

Lektor tyłówki: Leszek Zduń